# Момчило Голијанин
Момчило Голијанин (Крекавица код Невесиња, 23. октобар 1938) српски је књижевник и есејиста из Невесиња.

## Биографија
Момчило Голијанин рођен је у Крекавицама код Невесиња 1938. године. Од 1967. год. до пензионисања 2004. радио је као професор књижевности у Гимназији у Невесињу. Бави се књижевном критиком и есејистиком, а у посљедње вријеме пише и приповјетке. Радове објављивао у тридесетак књижевних часописа и листова (Књижевне новине, Збиља, Мост, Израз, Живот, Српска вила, Нова зора, Просвјетин календар, Словеса, Радови САНУ, Књижевност, Савременик, Багдала, Траг, Гласник одјељења ЦАНУ...). Учествовао на више научних симпозија. Један је од обновитеља СПКД "Просвјета" у Невесињу и њен дугогодишњи предсједник. Члан је Удружења књижевника РС и Удружења књижевника Србије. Заступљен у Антологији критике и есејистике РС. Био је посланик у првом сазиву Народне скупштине Републике Српске.

### Објављена дјела
- Књижевно дјело Марка Марковића (магистарски рад);
- Могућност књижевних истраживања (критике и есеји);
- Вјечни ромор живота (критике и есеји);
- Алекса Ковачевић спортиста, патриота и пјесник (монографија);
- Да не овлада мржња (оглед о Ериху Кошу);
- Ослобођење ријечи (критике и есеји);
- Трагање за љепотом и смислом (критике и есеји);
- Откоси туге и радости (критике и есеји);
- у свијету критике и белетристике (критике и есеји);
- На пртинама старине (приповјетке);
- Кратке приче
- Породична монографија "Братство Голијанин" (два проширена издања).
- Пази на којој си (изабране приповијетке)
- Селишта (приповијетке)

### Приредио за штампу
- Алекса Шантић у књижевној критици;
- Лирске нежности (живот и дјело Драгутина Драга Радовића) и
- Изабране пјесме Томислава Шиповца.